# Millifarad
| Kleinere eenheden | Kleinere eenheden | Kleinere eenheden |
| factor            | naam              | symbool           |
| ----------------- | ----------------- | ----------------- |
| 10−12             | picofarad         | pF                |
| 10−9              | nanofarad         | nF                |
| 10−6              | microfarad        | µF                |
| 10−3              | millifarad        | mF                |
| 1                 | farad             | F                 |

Een millifarad (symbool mF) is het duizendste deel van een farad, de eenheid van elektrische capaciteit.
Omdat de eenheid farad relatief groot is, worden in de praktijk condensatoren gebruikt waarvan de capaciteit in picofarad, nanofarad of microfarad wordt uitgedrukt. 
Grotere condensatoren, zoals die in onderstaande afbeelding, die een capaciteit van bijvoorbeeld 1 mF hebben, worden meestal aangeduid met 1000 µF. 
Een condensator met deze capaciteit is haast altijd een elektrolytische condensator ('elco'), waarvan de aansluitingen gepolariseerd zijn.
Dergelijke condensatoren worden veel gebruikt in elektronische voedingen en afvlakfilters.

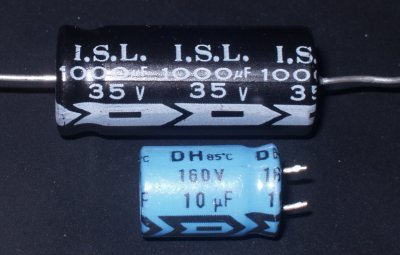
Elektrolytische condensatoren